# Filip Flisar
Filip Flisar (ur. 28 września 1987 w Mariborze) – słoweński narciarz dowolny, specjalizujący się w skicrossie. Największy sukces osiągnął w 2015 roku, kiedy wywalczył złoty medal w skicrossie na mistrzostwach świata w Kreischbergu. W tej samej konkurencji zdobył także srebrny medal na Winter X Games 16 w 2012 roku. Najlepsze wyniki w Pucharze Świata osiągnął w sezonie 2011/2012, kiedy to zajął 5. miejsce w klasyfikacji generalnej, a w klasyfikacji skicrossu wywalczył Małą kryształową kulę. W 2010 roku brał udział w igrzyskach olimpijskich w Vancouver, gdzie zajął 8. miejsce w skicrossie. Był też szósty w tej konkurencji na rozgrywanych cztery lata później igrzyskach w Soczi. W grudniu 2020 roku poinformował o zakończeniu kariery.

## Osiągnięcia

### Igrzyska olimpijskie
| Miejsce | Dzień     | Rok  | Miejscowość | Konkurencja | Zwycięzca             |
| ------- | --------- | ---- | ----------- | ----------- | --------------------- |
| 8.      | 21 lutego | 2010 | Vancouver   | Skicross    | Michael Schmid        |
| 6.      | 20 lutego | 2014 | Soczi       | Skicross    | Jean Frédéric Chapuis |
| 7.      | 21 lutego | 2018 | Pjongczang  | Skicross    | Brady Leman           |

### Mistrzostwa świata
| Miejsce | Dzień       | Rok  | Miejscowość   | Konkurencja | Zwycięzca             |
| ------- | ----------- | ---- | ------------- | ----------- | --------------------- |
| 11.     | 4 lutego    | 2011 | Deer Valley   | Skicross    | Christopher Del Bosco |
| 5.      | 10 marca    | 2013 | Voss          | Skicross    | Jean Frédéric Chapuis |
| 1.      | 21 stycznia | 2015 | Kreischberg   | Skicross    | -                     |
| 4.      | 18 marca    | 2017 | Sierra Nevada | Skicross    | Victor Öhling Norberg |
| 8.      | 2 lutego    | 2019 | Solitude      | Skicross    | François Place        |

### Puchar Świata

#### Miejsca w klasyfikacji generalnej
- sezon 2008/2009: 167.
- sezon 2009/2010: 107.
- sezon 2010/2011: 45.
- sezon 2011/2012: 5.
- sezon 2012/2013: 4.
- sezon 2013/2014: 201.
- sezon 2014/2015: 59.
- sezon 2015/2016: 25.
- sezon 2016/2017: 22.
- sezon 2017/2018: 91.

#### Zwycięstwa w zawodach
1. L’Alpe d’Huez – 11 stycznia 2012 (skicross)
2. Bischofswiesen – 26 lutego 2012 (skicross)
3. Grindelwald – 10 marca 2012 (skicross)
4. Telluride – 13 grudnia 2012 (skicross)
5. Idre – 13 lutego 2016 (skicross)
6. Innichen – 21 grudnia 2016 (skicross)
7. Innichen – 22 grudnia 2016 (skicross)

#### Pozostałe miejsca na podium w zawodach
1. Branäs – 3 marca 2012 (skicross) – 2. miejsce
2. Contamines – 12 stycznia 2013 (skicross) – 2. miejsce
3. Tegernsee – 22 lutego 2015 (skicross) – 2. miejsce
4. Montafon – 5 grudnia 2015 (skicross) – 3. miejsce
5. Val Thorens – 11 grudnia 2015 (skicross) – 2. miejsce
6. Feldberg – 5 lutego 2017 (skicross) – 2. miejsce
7. Blue Mountain – 5 marca 2017 (skicross) – 3. miejsce
8. Sołniecznaja dolina – 4 marca 2018 (skicross) – 3. miejsce
9. Sołniecznaja dolina – 23 lutego 2019 (skicross) – 2. miejsce

- W sumie (7 zwycięstw, 6 drugich i 3 trzecie miejsce).